# Villers-Saint-Amand
Villers-Saint-Amand is een dorp in de Belgische provincie Henegouwen, en een deelgemeente van de Waalse stad Aat.
Villers-Saint-Amand was een zelfstandige gemeente, tot die bij de gemeentelijke herindeling van 1977 toegevoegd werd aan de gemeente Aat.

## Bezienswaardigheden
- De Sint-Amanduskerk (Église Saint-Amand) is een neoclassicistisch kerkgebouw van 1841-1842, uitgevoerd in baksteen.

## Natuur en landschap
Villers-Saint-Amand ligt aan de Westelijke Dender. De hoogte bedraagt 44 meter.

## Demografische ontwikkeling
- Bronnen:NIS, Opm:1831 tot en met 1970=volkstellingen, 1976= inwoneraantal op 31 december

## Nabijgelegen kernen
Ligne, Mainvault, Irchonwelz, Villers-Notre-Dame

## Externe links

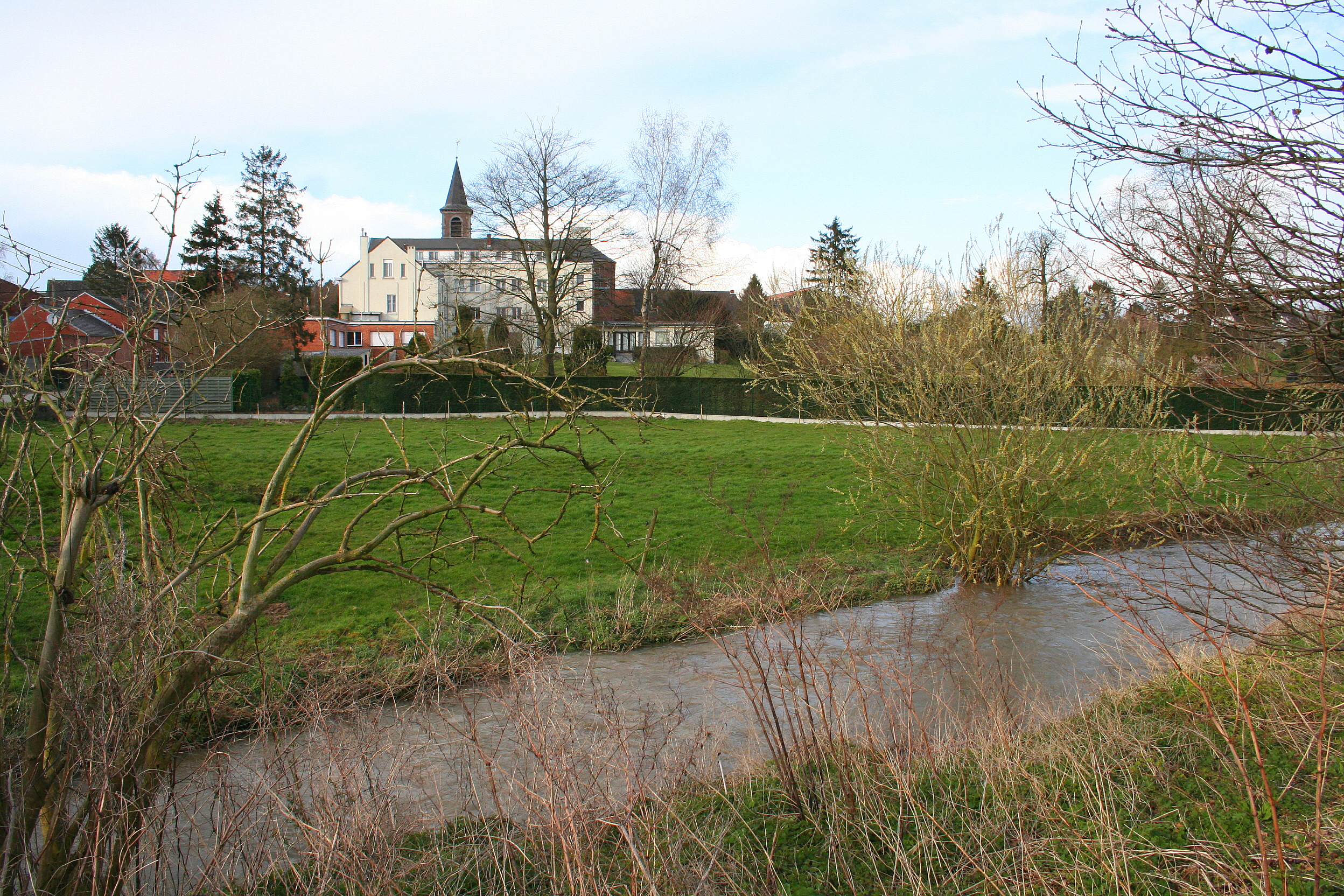
Villers-Saint-Amand